# Cassiopeia (film)
Cassiopeia is een Braziliaanse animatiefilm uit 1996. Het was de tweede volledig computergeanimeerde film na Toy Story (1995).

## Verhaal
Vier helden verdedigen hun huis-planeet Ateneia, gelegen op het sterrenbeeld Cassiopeia, tegen vreemde kwade indringers.

## Rolverdeling
| Acteur             | Personage  |
| ------------------ | ---------- |
| Osmar Prado        | Leonardo   |
| Jonas Mello        | Shadowseat |
| Marcelo Campos     | Chip       |
| Cassius Romero     | Chop       |
| Fábio Moura        | Feel       |
| Hermes Barolli     | Thot       |
| Rosa Maria Barolli | Liza       |